# Lycaena supressa
Lycaena supressa är en fjärilsart som beskrevs av Tutt 1906. Lycaena supressa ingår i släktet Lycaena och familjen juvelvingar. Inga underarter finns listade i Catalogue of Life.